# Ye Wanyong
Ye Wanyong (en hangul, 이완용; en hanja, 李完用; pronunciado i wan.joŋ; 17 de julio de 1858, Seongnam-Gyeongseong, 12 de febrero de 1926), también conocido como Yi Wanyong, fue un ministro del Imperio de Corea, pro-japonés, representante principal en la firma del Tratado Japón-Corea de 1910 colocando así a Corea bajo el dominio japonés hasta 1945.

## Educación y primeros años
Nació en una familia prominente en provincia de Jeolla-do, pasó tres años en Estados Unidos entre 1887-1891. Fue miembro fundador del Club Independencia establecido en 1896 perteneciente a la "facción reformadora", que quería occidentalizar Corea y abrir el país al comercio exterior.
Debido a la victoria japonesa en la guerra ruso-japonesa, el gobierno japonés intento expandir su influencia. El 9 de noviembre de 1905, Itō Hirobumi llegó a Hanseong y le dio una carta del emperador de Japón al emperador Gojong, emperador de Corea, pidiéndole firmar el tratado. Él, que en ese momento era ministro de educación, pasó a ser el jefe de los cinco ministros (incluyendo a Park Jae-soon, Lee Ji-Yong, Lee Geun-taek y Gwon Joong-hyun) que firmaron el Tratado Japón-Corea de 1905, por el cual el Imperio de Corea pasa a ser un protectorado del Imperio del Japón, despojándose así de su soberanía diplomática. Este es el motivo por el que posteriormente los firmantes serán conocidos, en Corea, como los cinco traidores de Eulsa. El tratado fue firmado en contra de los deseos del emperador Gojong. También se opusieron al tratado el ministro de Justicia y el de Finanzas.

## Vida durante el protectorado japonés
Durante el protectorado del Residente General de Corea Itō Hirobumi, Ye fue ascendido al puesto de primer ministro en 1907. Pronto una turba de coreanos molestos quemó su casa. Este puesto le permitió obligar al emperador Gojong a abdicar en 1907, después de que el emperador trató de denunciar públicamente el Tratado de Eulsa en la segunda Convención Internacional de la Paz de La Haya.
En 1910, firmó el Tratado Japón-Corea de 1910 por la cual Japón tomó el control total sobre Corea, mientras que en Corea el nuevo emperador, el emperador Sunjong se negó a firmar. Él pensó equivocadamente que la anexión haría una monarquía dual entre Corea y Japón, similar a la del Imperio austrohúngaro y de los Reinos Unidos de Suecia y Noruega.
Por su cooperación con los japoneses, de nuevo, Ye fue recompensado con un título nobiliario japonés, convirtiéndose en un hakushaku (conde), en 1910, título que fue elevado al de kōshaku (marqués) en 1921. Murió por complicaciones de neumonía en 1926.
Después de la independencia de Corea al final de la Segunda Guerra Mundial, la tumba de Ye fue exhumada y sus restos fueron desmembrados.[cita requerida] En la ideología confuciana esto se considera el castigo más vergonzoso. El nombre de Ye Wanyong se ha convertido casi en sinónimo al de "traidor" en la moderna Corea.
Sorprendentemente, el periódico de Seo Jae-pil, el Dongnip Sinmun (Periódico independentista) nunca escribió una sola línea de críticas en su contra.
En 2005 fue promulgada la Ley especial por compensación de las propiedades de los colaboradores pro-japoneses. Basándose en esta ley, el comité confiscó las propiedades de los descendientes de nueve personas que habían colaborado con Japón cuando Corea fue anexada en agosto de 1910. Ye Wanyong era uno de los que encabezaba la lista.